# 時枝正昭
時枝 正昭（ときえだ まさあき、1934年〈昭和9年〉10月30日 - 2016年〈平成28年〉11月29日）は、日本の政治家、内科医。大分県宇佐市長（3期）。

## 来歴
大分県出身。九州大学医学部卒業。地元で内科医院を開業する。2000年宇佐市長選挙に立候補し、初当選する。2004年には無投票で再選。翌2005年宇佐市は宇佐郡院内町と安心院町と合併し、新たな宇佐市が発足。合併後の市長選挙に立候補し、無投票で当選した。合併後の宇佐市長を2009年まで1期務めた。